# Józef Gosławski
Józef Jan Gosławski (né le 24 avril 1908 à Polanówka, mort le 23 janvier 1963 à Varsovie) - sculpteur et médailleur polonais. Auteur de pièces de monnaie (p.ex. de 5 złotys avec un pêcheur), monuments (p.ex. celui de Frédéric Chopin à Żelazowa Wola) et médailles (p.ex. l’Année 1939). Lauréat de plusieurs concours artistiques ; il a été remis la Croix d’Argent du Mérite (du gouvernement polonais).

## Biographie
Il passe son enfance avec ses frères et sœurs, donc avec son frère cadet Stanisław Gosławski à Wąwolnica. Il commence son éducation artistique à l’École de Constructions à Kazimierz Dolny, fondée par Jan Koszyc-Witkiewicz. Après avoir fini son éducation dans cette école, il passe l’examen d’entrée à l’Académie des Beaux Arts, mais à cause de son trop jeune âge, il n’est pas admis. Il continue donc sa formation à l’École Nationale de l’Artisanat Artistique. À partir de 1929 il est membre du groupe de scouts Le Cœur Cornu de Stanisław Szukalski.
En 1923 il commence ses études supérieures à l’Académie des Beaux Arts, à Cracovie, chez le professeur Xawery Dunikowski. Ensuite, il vient à Varsovie, dans l’atelier du professeur Tadeusz Breyer. Grâce à une bourse il peut partir à Rome, où en 1937 il obtient un diplôme de l’Académie Royale des Beaux Arts. Il reste en Italie jusqu’en 1939 et il prend part aux expositions des artistes polonais Capitole, dont il est vice-président.
Il revient à Varsovie en juillet 1939 car à partir de septembre il devait devenir conservateur au Palais Royal. Il n’a pas pu occuper ce poste à cause de la Deuxième Guerre mondiale. Il passe les années de l’occupation  dans sa ville natale Wąwolnica. Après la guerre il entreprend la restauration du bâtiment sous Saint Nicolas pour le Ministère de l’Art et de la Culture à Kazimierz Dolny.
 
À partir de 1947 il dirige la chaire de la médaillerie et de la gravure de métal à l’École Nationale des Arts Plastiques à Poznań, il est aussi élu président du ZPAP pour la durée de ses fonctions. En 1948, à Kazimierz Dolny, il épouse son étudiante Wanda Mankin et ils ont deux filles - Bożena Stefania et Maria-Anna. À la fin de l’année 1956 il  déménage avec sa famille à Varsovie, et en 1961 il est élu président de la section de sculpture du ZPAP. Il meurt subitement le 23 janvier 1963 au seuil d’une nouvelle étape artistique.

## La création

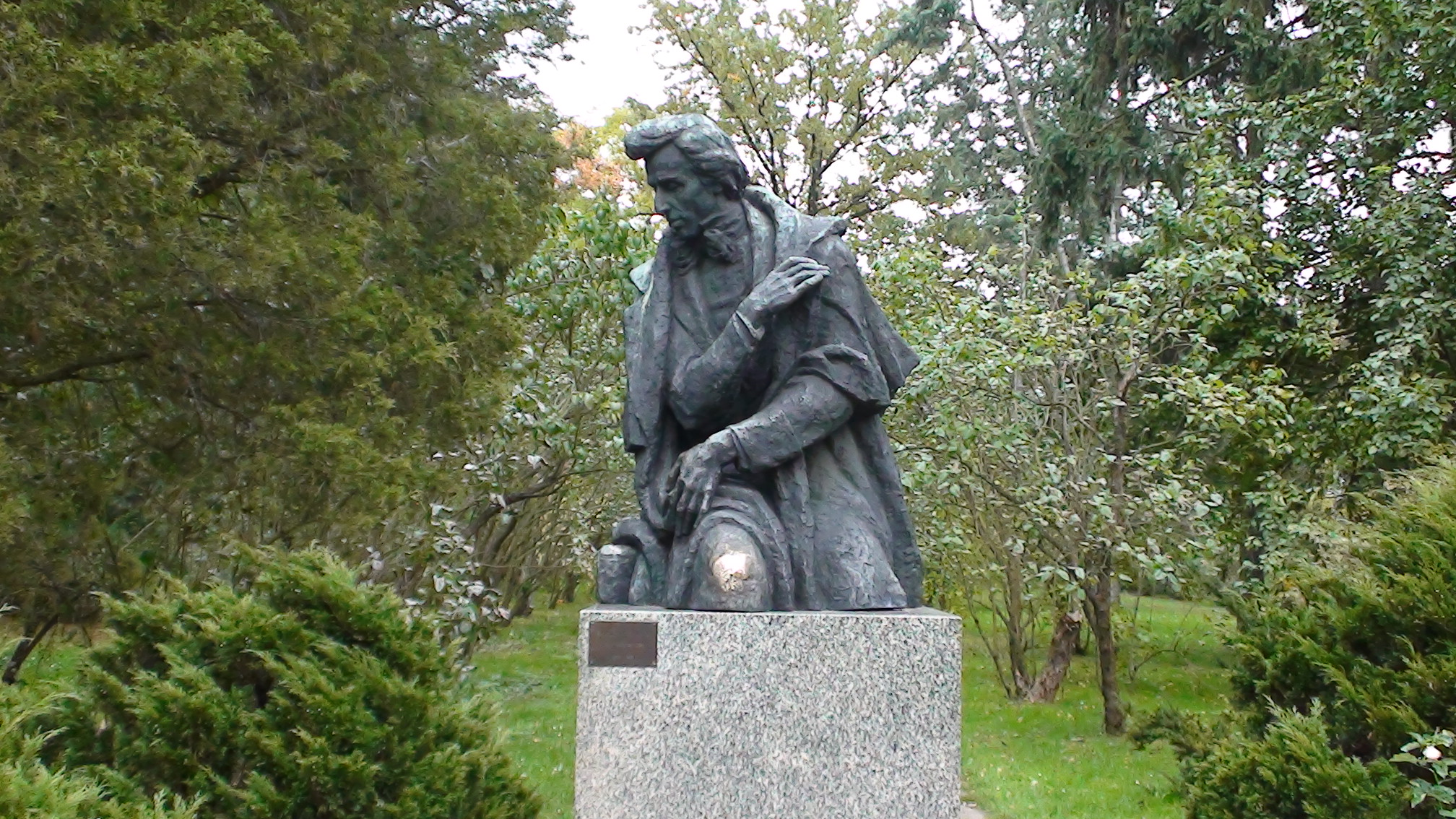
La statue de Frédéric Chopin à Żelazowa Wola

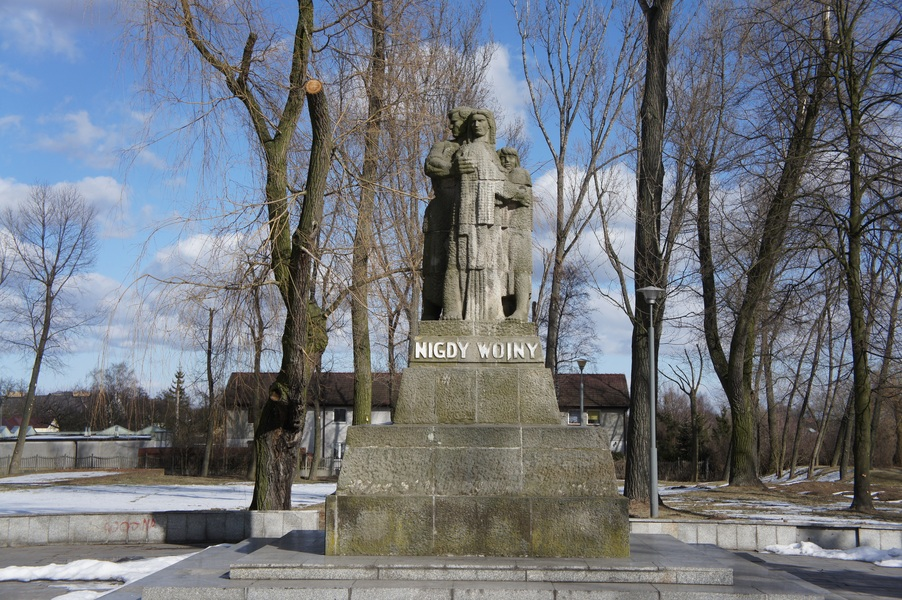
Le monument antiguerre sur le terrain du camp de concentration du Żabikowo, Luboń

Józef Gosławski est auteur de nombreuses réalisations de sculptures monumentales et de portraits, de médailles, de caricatures, de restaurations, et de dessins. Ses œuvres, en majorité, qui n'ont pas été conservées, témoignent l’influence du cubisme (autoportrait, portrait de Witold Chomicz), de la conception de Szukalski (la caricature de Henryk Uziembło) et aussi des formes proches de la conception des artistes du cercle de l’Art Polonais Appliqué (projet de l’autel de Saint François). Son séjour en Italie et son contact direct avec l’art italien ont provoqué  le changement de sa perception  artistique - les portraits de Robert, de Marie Maro ou du Sicilien présentent des traces de ses études sur l’art antique. Il est possible de voir l’influence de l’art de la Renaissance dans ses premiers travaux médaillers et dans ses plaques ornementales créées à Rome. Ses réalisations artistiques d’avant-guerre ont disparu dans leur totalité pendant le transport en Pologne en août 1939. L’occupation passée à Wowolnica n’a pas interrompu la création de l’artiste. La situation l’a obligé à s’intéresser aux petites formes sculpturales. Les médailles alors créés étaient consacrées au martyre de la Pologne. Après la Guerre il pratiquait toujours la médaillaire. Il fut l’un de premiers à quitter la forme classique et  la forme de la médaille. Il constituait un lien entre la génération de Laszczka et d’Aumiller et les médailleurs d’époque postérieure. Plusieurs prix et acquisitions pour les musées nationaux (Varsovie, Wrocław, Cracovie, Lublin, Toruń) et étrangers (Prague, Athènes, Budapest, Rome, Vatican, Paris, la Haye, Moscou, Saint-Pétersbourg) prouvent sa position importante dans ce domaine. Il s’est aussi remis à la sculpture monumentale en réalisant la statue de Adam Mickiewicz à Gorzów Wielkopolski, le monument aux victimes du camp de concentration à Żabikowo près de Poznań, le groupe Musique sur la place de MDM à Varsovie, la statue de Chopin à Żelazowa Wola. Il a pris part à de nombreux concours en gagnant des prix entre autres pour les projets du monument des Héros de Varsovie, des soldats de la Première Armée Populaire Polonaise ou de Bolesław Prus. L’artiste a aussi réalisé l’autel monumental de la Transfiguration à Maslowie près de Kielce. L’œuvre de Józef Gosławski ne peut pas être considérée comme homogène. Il avait recours à différentes formes de sculpture et de matières. Pourtant le sujet principal de ses œuvres était toujours l’être humain - aussi bien dans son héroïsme que dans son existence quotidienne. Dans ses caricatures, la forme très peu choisie par les sculpteurs – il exprime plutôt son sens de l’humour bienveillant que sa méchanceté ou caractère dénonciateur.

## Expositions en solo

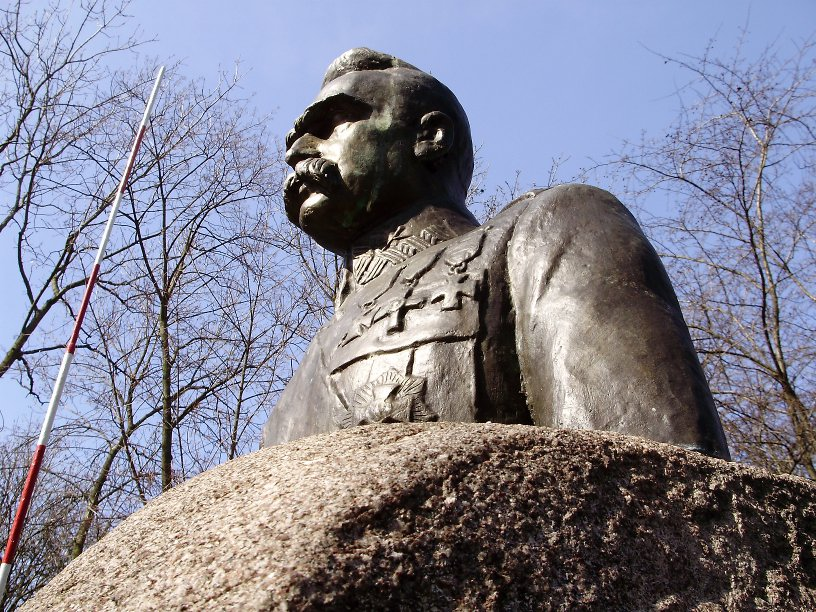
La statue de Józef Piłsudski à Turek

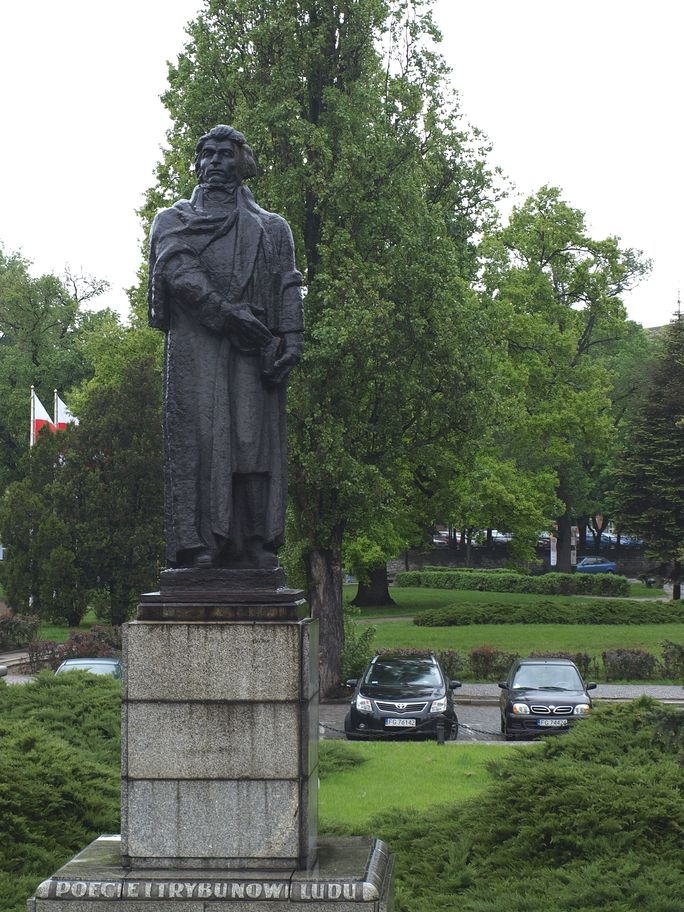
La statue de Adam Mickiewicz à Gorzów Wielkopolski

| Année     | Cité            | Institution                           |
| --------- | --------------- | ------------------------------------- |
| 1933      | Cracovie        | Palais de l'Art                       |
| 1960      | Budapest        | Ośrodek Kultury Polskiej              |
| 1963      | Varsovie        | Dom Wojska Polskiego                  |
| 1968      | Wrocław         | Mairie                                |
| 1973      | Varsovie        | Centralne Biuro Wystaw Artystycznych  |
| 1974      | Varsovie        | Galeria Wojskowa DWP                  |
| 1974      | Warka           | Muzeum im. Kazimierza Pułaskiego      |
| 1974      | Bydgoszcz       | Musée Régional                        |
| 1987      | Lublin          | Musée Régional                        |
| 1995      | Kazimierz Dolny | Muzeum Nadwiślańskie - Galeria Letnia |
| 1996      | Bolesławiec     | Bolesławiecki Ośrodek Kultury         |
| 1997      | Chełmno         | Musée Régional                        |
| 2000      | Konin           | Musée Régional                        |
| 2003      | Varsovie        | Galeria Domu Artysty Plastyka         |
| 2014      | Orońsko         | Centrum Rzeźby Polskiej               |
| 2014/2015 | Varsovie        | Muzeum Rzeźby (Królikarnia)           |

## Expositions de groupe

### Étranger
| Année     | État                   | Cité                  | Institution    |
| --------- | ---------------------- | --------------------- | -------------- |
| 1932      | Autriche               | Vienne                | Künstlerhaus   |
| 1936      | Italie                 | Rome                  | ?              |
| 1936      | Italie                 | Rome                  | ?              |
| 1950      | Tchécoslovaquie        | Prague                | ?              |
| 1950      | Italie                 | Rome                  | ?              |
| 1959      | Italie                 | Catane                | ?              |
| 1959      | Autriche               | Vienne                | ?              |
| 1963/1964 | Union soviétique       | Moscou-Minsk          | ?              |
| 1964      | Italie                 | Arezzo                | ?              |
| 1965      | Allemagne de l'Est     | Berlin-Erfurt-Leipzig | ?              |
| 1966      | Tchécoslovaquie        | Kralupe               | ?              |
| 1966      | Bulgarie               | Sofia                 | ?              |
| 1966/1967 | Hongrie                | -                     | ?              |
| 1967      | Yougoslavie            | -                     | ?              |
| 1967      | Finlande Suède Pologne | -                     | ?              |
| 1967      | France                 | Paris                 | ?              |
| 1968      | Union soviétique       | Moscou                | ?              |
| 1969      | Hongrie                | Budapest              | ?              |
| 1971      | France                 | Paris                 | ?              |
| 1971      | Pays-Bas               | La Haye               | ?              |
| 1972      | Allemagne de l'Est     | Berlin                | ?              |
| 1985      | Tchécoslovaquie        | Prague                | ?              |
| 2003      | Autriche               | Vienne                | Leopold Museum |